# Méthode Cseh
La méthode Cseh (pr: méthode Tché, ou bien pr: tché metodo en espéranto), fondée par le hongrois Andreo Cseh (en hongrois: András Gergely János CSEH) dans les années 1920, est une méthode directe d'enseignement de l'espéranto : l'enseignant peut ainsi faire son cours directement en espéranto sans s'aider de sa langue nationale, ce qui permet d'organiser des cours en milieu international. Cette méthode demande un fort investissement de l'enseignant car il doit tout expliquer à travers les mots et notions déjà connues. Dans cette méthode on n'utilise pas de manuel, mais des images puis des textes.

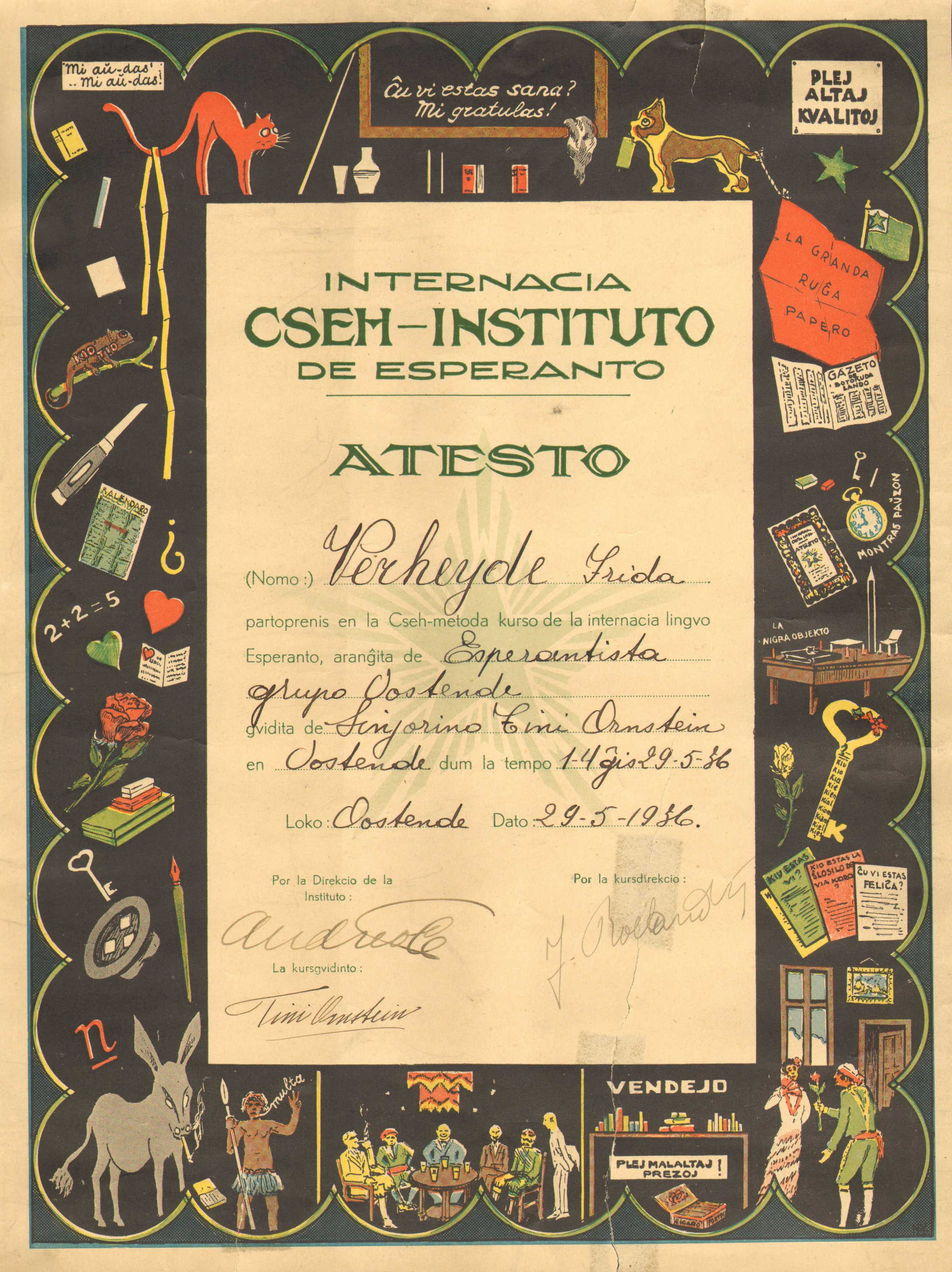
Certificat de Frida Verheye, Ostende, 1936

Selon Julia Isbrücker, cofondatrice  de l'Institut International Cseh d'Espéranto : 

## Présentation
« On doit l'existence de la méthode au fait que Andreo Cseh a dû guider un cours d'espéranto devant un public international, constitué essentiellement d'ouvriers.  C'était en 1920  dans la ville transylvanienne de  Sibiu. Il n'était pas possible de se procurer de manuels ; commander à l'étranger était impossible car les frontières étaient fermées. Cseh se mit alors à donner un cours, mais pas dans le sens ordinaire du mot, mais sous forme de conversation. L'enseignant se servait d'un tableau noir et de craies, les apprenants de papier et de crayons. La tentative provoqua un grand enthousiasme. Au début il parla des objets les plus proches en n'utilisant que les plus simples des éléments grammaticaux. Puis il passa peu à peu à des sujets plus éloignés et à des points de grammaire plus difficiles. Au bout de 20 leçons de 2 heures, des conversations purent se tenir. C'est ainsi qu'est née la méthode Cseh. Les résultats excellents incitèrent à organiser d'autres cours dans toute la Roumanie, puis suivirent des invitations à d'autres pays. 

La méthode repose sur les principes suivants
1. pas d'utilisation de manuels
2. pas d'utilisation de langues nationales, mais explication des mots nouveaux à l'aide des mots déjà acquis
3. réponses collectives des apprenants
4. conversation sur des thèmes d'actualité au lieu de l'utilisation d'exemples scolaires
5. utilisation de l'humour et d'histoires drôles
6. découverte des règles de l'espéranto par les apprenants eux-mêmes

Il est recommandé que le cours soit donné par un enseignant étranger pour renforcer le point 2.
Au début on a craint que le succès ne soit lié à la personnalité de Cseh, mais rapidement il s'avéra que ses émules de divers pays rencontrèrent un succès égal. Le but n'est pas de délivrer tous les secrets de la grammaire au premier cours, mais de former un groupe d'étudiants enthousiastes qui continueront le cours et participeront à la propagande.  Il est fréquent qu'un cours suivant la méthode Cseh se termine avec plus de participants qu'il n'en avait en commençant. Les "Konversacioj" (conversations) de Cseh sont des soirées distrayantes où l'on ne remarque pas qu'on acquiert en même temps un puissant moyen pour s'ouvrir au monde. »

— Julia Isbrücker, Enciklopedio de Esperanto, Budapest, 1933
En 1934 de nombreuses personnes avaient déjà adopté la méthode et l'appliquaient dans au moins 28 pays différents (dont les États-Unis, la Chine et l'Indonésie)
| enseignants                                | nationalité          | année | pays où les cours ont été donnés                           |
| ------------------------------------------ | -------------------- | ----- | ---------------------------------------------------------- |
| Tiberio Morariu et Lizzie Morariu-Anderson | roumains             | 1923  | Roumanie, Suède, Danemark, Saxe, Suisse, Vienne            |
| H. Seppik                                  | estonien             | 1929  | Suède, Norvège                                             |
| Elinjo Pahn                                | estonienne           | 1930  | Suède, France, Danemark, Norvège, Pays-Bas, Espagne        |
| Madeleine Foing-Haudebine                  | française            | 1932  | France, Pays-Bas, Belgique, Danemark, Norvège, Inde, Japon |
| Julio Baghy                                | hongrois de Budapest |       | Pays-Bas, France, Estonie, Lettonie                        |
| dr Ottmar Fischer                          | hongrois             |       | Norvège                                                    |
| Sig. Pragano                               | roumain              |       | Pays-Bas, Grande-Bretagne                                  |
| Jens Schjerve                              | norvégien            |       | Norvège, France, États-Unis                                |
| G. Ahlstand                                |                      |       | Estonie                                                    |
| Lidia Zamenhof                             | polonaise            |       | Suède, France                                              |
| M. Saxl                                    |                      |       | Danemark, Pays-Bas                                         |
| Ajo                                        |                      |       | Danemark, Allemagne                                        |
| K. Tunon, H. Rikand                        |                      |       | Estonie                                                    |
| H. Fox, J. Fethke                          |                      |       | Suède                                                      |
| A. Siitam                                  |                      |       | Finlande                                                   |
| Schjerve et Doneis                         |                      |       | États-Unis                                                 |
| Lilok                                      | Canton               |       | Chine                                                      |
| D. M. Pot                                  |                      |       | Indonésie                                                  |

## L'Institut
Le 24 mai 1930, l’Institut international Cseh d’espéranto fut fondé à La Haye. Son objectif était de former et de fournir de bons professeurs au public qui souhaitait apprendre l'espéranto dans un cours facile selon la méthode Cseh et d'apporter aux professeurs et aux organisateurs de cours toute l'aide nécessaire. L'Institut international Cseh était une fondation culturelle indépendante basée à La Haye et dirigée par ses fondateurs : Andreo Cseh et Julia Isbrücker.
Le Conseil consultatif international de l'Institut était composé du professeur P. Boet de Genève, du professeur Odo Bujwid de Cracovie, du professeur William Edward Collinson de Liverpool, du consul K. von Frenckelt de Dresde, du Docteur Edmond Privat de Genève, d'Eduard Stettler de Berne et de Georges Warnier de Paris.
Le siège de l'Institut établi à La Haye, fut d'abord dans la maison de Jan et Julia Isbrücker, puis le 1er octobre 1933 dans un lieu approprié, Riouwstraat 172. L'Institut organisait chaque année des cours et des séminaires internationaux pour les personnes souhaitant diriger par la suite des cours selon cette méthode. A ces personnes qui souhaitaient animer des cours selon la méthode Cseh, l'Institut accordait une autorisation spéciale et mettait à leur disposition le matériel nécessaire aux cours. En juin 1933, l'Institut comptait exactement trois cents professeurs agréés dans 23 pays.
Le premier cours international organisé par l'Institut eut lieu en 1930 à Arnhem. Deux cents enseignants de vingt pays y participèrent. En conséquence, la municipalité d'Arnhem fournit un domaine avec une très belle maison tant pour les cours que pour les conférences de l'Institut Cseh.
La Maison de l'Espéranto à Arnhem contenait une salle de cours pour 120 participants, un restaurant, un salon pour les échanges, un bureau et des chambres d'hôtel pour cinquante personnes. En plus des cours d'été ordinaires pour étudiants quel que soit leur niveau (débutants comme confirmés) et des séminaires spéciaux pour les enseignants de la méthode Cseh, l'Institut organisait de temps à autre des réunions différentes et des cours, dont les plus importants étaient :
Le Cours universitaire du Dr Privat et la conférence linguistique qu'il fit à Pâques 1932
l'Olympiade des langues à Noël 1932
le cours international pour le personnel des Postes, Télégraphie et Téléphonie, auquel assistèrent 118 participants venus de 5 pays, en juin 1933.
L'Institut international Cseh d'espéranto actuel a toujours son siège à l'adresse Riouwstraat 172, à La Haye. En plus de faire progresser la méthode Cseh, il organise des rencontres culturelles, développe des logiciels linguistiques pour l'espéranto et soutient la chaire d'interlinguistique et d'espéranto de l'Université d'Amsterdam.